# Scorpaenodes guamensis
Scorpaenodes guamensis és una espècie de peix pertanyent a la família dels escorpènids.

## Descripció
- Fa 14 cm de llargària màxima.
- Té glàndules verinoses.[3][4][5]

## Alimentació
Menja principalment, i a la nit, gambes petites, crancs i poliquets.

## Hàbitat
És un peix marí, associat als esculls de corall i de clima tropical (35°N-40°S) que viu entre 0-5 m de fondària.

## Distribució geogràfica
Es troba des del mar Roig i l'Àfrica oriental fins a Pitcairn, les illes Izu i Nova Gal·les del Sud (Austràlia).

## Observacions
És verinós per als humans.